# Grzegorz Mędza
Grzegorz Mędza (ur. 6 listopada 1965 w Warszawie) – menadżer, muzyk, coach.

## Życiorys
W latach 1985–1989 studiował na Wydziale Handlu Zagranicznego ówczesnej Szkoły Głównej Planowania i Statystyki (SGPiS) w Warszawie. Następnie asystent w Katedrze Ekonomii na tejże uczelni (1989–1990). Przez dwa lata pracował w administracji rządowej – w 1990 w Biurze Pełnomocnika Rządu ds. Przekształceń Własnościowych w Ministerstwie Finansów, w 1991 na stanowisku wicedyrektora Departamentu Prywatyzacji Kapitałowej w Ministerstwie Przekształceń Własnościowych. W okresie lat 1992–2004 zajmował się doradztwem finansowym, bankowością inwestycyjną (na stanowiskach starszego konsultanta, dyrektora, wiceprezesa i prezesa) w firmie Access Sp. z o.o., początkowo stowarzyszonej z londyńskim bankiem inwestycyjnym N.M.Rothshild & Sons Ltd, ostatnio wchodzącej w skład grupy Banku Pekao S.A. W Ministerstwie Infrastruktury pełnił funkcję podsekretarza stanu ds. finansowania infrastruktury i restrukturyzacji kolei (2004–2005), w rządzie Marka Belki. Był członkiem zarządu firmy consultingowej Telos Partners Sp. z o.o. (2006–2010). Następnie pełnił funkcję prezesa spółki PKP Intercity, członka zarządu Benefit Systems S.A oraz partnera w firmie Fluent Partners. Obecnie jest prezesem zarządu w Między Myślami  Sp. z o.o. Ponadto działa w Polskim Forum Transpersonalnym. 
Od 1995 Grzegorz Mędza gra (akordeon, harmonijka ustna, bas) w kwartecie jazzowym „Warszawska Jesionka”. 
Włada angielskim i rosyjskim. Ma żonę i trzy córki.